# ズアカヨコクビガメ
ズアカヨコクビガメ（頭赤横首亀、学名：Podocnemis erythrocephala）は、ヨコクビガメ科ナンベイヨコクビガメ属に分類されるカメ。

## 分布
コロンビア東部、ブラジル北西部、ベネズエラ南部のアマゾン川水系、オリノコ川水系

## 形態
最大甲長32cmとナンベイヨコクビガメ属でも小型種。背甲はややドーム状に盛りあがり、上から見ると楕円形。背甲の色彩は赤褐色や暗褐色で、縁甲板外縁は明褐色で縁取られる。腹甲の色彩は灰褐色で、甲板の継ぎ目（シーム）周辺は黄褐色やピンク色。
下顎には2本の髭状突起がある。頭部背面の眼の間には細い溝が入る。頭部の色彩は暗褐色。
幼体は背甲が上から見ると楕円形で、縁甲板外縁が赤褐色で縁取られる。幼体やオスの成体は吻端や頭頂部、鼓膜付近に赤い斑紋が入る。種小名erythrocephalaは「赤い頭の」の意で、和名や英名（red-headed=赤い頭の）と同義。メスの成体は頭部の斑紋が消失する。

## 生態
河川や河川に繋がった湖沼などに生息し、主に泥炭質が溶けこんだ水質の水域に生息する。水棲傾向が強く、産卵を除いて上陸する事はまれ。
食性は植物食傾向の強い雑食で、水草、果実などを食べる。水面のプランクトンを濾しとって食べることもある。
繁殖形態は卵生。基底が砂の川岸にある藪地に、1回に5-14個の卵を数回に分けて産む。

## 人間との関係
生息地では卵も含めて食用にされる。
食用の乱獲やペット用の採集などにより生息数は激減している。生息地では法的に輸出が制限されている。
ペットとして飼育されることもあり、日本にも輸入されている。流通は極めてまれ。